# Marguerite Joséphine Weimer
Marguerite Joséphine Weimer, znana jako Mademoiselle George (ur. 23 lutego1787 w Bayeux, zm. 11 stycznia 1867 w Passy) – francuska aktorka.

## Życiorys
Od 1802 występowała w teatrach w Paryżu - początkowo (do 1817) w Comédie-Française, 1822-1832 w Odeonie, 1832-1840 w Le théâtre Porte-Saint-Martin, a także (1803-1813) za granicą - w Rosji, Anglii, Belgii, Włoszech, Austrii i Polsce. Była jedną z najwybitniejszych francuskich tragiczek - grała w repertuarze klasycznym, m.in. Ifigenię w Aulidzie Eurypidesa, w dramatach romantycznych, m.in. Lukrecję Borgię w sztuce Victora Hugo, w sztukach Alfreda de Vigny i Małgorzatę Burgundzką w sztuce La Tour de Nesle Alexandra Dumasa ojca; autorzy tych sztuk specjalnie dla niej tworzyli główne role.

## Kariera sceniczna
| Rok  | Sztuka                    | Autor                          |
| ---- | ------------------------- | ------------------------------ |
| 1802 | Iphigénie en Aulide       | Jean Racine                    |
| 1805 | Les Templiers             | François-Juste-Marie Raynouard |
| 1814 | Ulysse                    | Pierre-Antoine Lebrun          |
|      | Iphigénie                 | według Jeana Racine’a          |
| 1822 | Saül                      | Alexandre Soumet               |
|      | Les Machabées             | Alexandre Guiraud              |
| 1832 | Périnet Leclerc           | Anicet Bourgeois               |
|      | La Tour de Nesle          | Frédéric Gaillardet            |
| 1833 | Marie Tudor               | Victor Hugo                    |
|      | La Chambre ardente        | Jean-François Bayard           |
|      | Lucrèce Borgia            | Victor Hugo                    |
| 1834 | L'Impératrice et la Juive | Anicet Bourgeois               |
|      | Catherine Howard          | Alexandre Dumas                |
|      | Les Mal-contents de 1579  | Épagny                         |
|      | La Vénitienne             | Anicet Bourgeois               |
| 1835 | La Nonne sanglante        | Julien de Mallian              |
| 1836 | Léon                      | Balisson de Rougemont          |
|      | Les Sept Infans de Lara   | Félicien Mallefille            |
| 1837 | La Guerre des servantes   | Jules-Édouard Alboize de Pujol |
|      | Jeanne de Naples          | Paul Foucher                   |
| 1838 | Peau d'âne                | Émile Vanderburch              |
| 1839 | Le Manoir de Montlouvier  | Joseph-Bernard Rosier          |
| 1843 | La Folle de la cité       | Charles Lafont                 |